# 川西黄耆
川西黄耆（学名：Astragalus craibianus）为豆科黄芪属的植物，是中国的特有植物。分布于中国大陆的四川等地，生长于海拔3,900米至4,800米的地区，多生长于山坡荒地及高山草原，目前尚未由人工引种栽培。